# バネサ・アモロス
バネサ・アモロス・キレス（Vanesa Amorós Quiles、1982年12月7日 - ）は、スペイン・バレンシア州アリカンテ県エルチェ出身の女子ハンドボール選手。ハンドボールスペイン女子代表だった。

## 経歴

### クラブ
1997年に地元エルチェのCBエルチェからデビューした。2006年には同じアリカンテ県のCBFエルダに移籍した。2011年にはアリカンテ県の県都アリカンテのCBマール・アリカンテに移籍した。2012年には初めて故郷を離れ、ガリシア州のCBアトレティコ・グアルデスに移籍。2014年に現役引退した。

### 代表
2003年から2013年までハンドボールスペイン女子代表として出場し、111試合に出場して97得点を挙げた。2004年のアテネ五輪に出場した。2011年にはブラジルで開催された世界女子ハンドボール選手権に出場し、チームは銅メダルを獲得した。2012年のロンドン五輪では銅メダルを獲得した。

## 所属クラブ
- 1997–2006 CBエルチェ（英語版）
- 2006–2011 CBFエルダ（英語版）
- 2011–2012 CBマール・アリカンテ（英語版）
- 2012–2014 CBアトレティコ・グアルデス（英語版）